# Equilíbrio Distante
Equilibrio Distante é o segundo álbum de estúdio solo do cantor e compositor brasileiro Renato Russo, lançado em dezembro de 1995 pela EMI. Consiste de regravações de canções em italiano, lançadas originalmente por cantores do país europeu.
O álbum foi preparado ao longo de nove meses (sem contar pré-produção, mixagem e masterização), num período conturbado para Renato, que convivia com a depressão àquela altura de sua vida. Atingiu a marca de 200 mil cópias vendidas pouco após seu lançamento.

## Produção

### Contexto
Renato mencionou o projeto pela primeira vez ao tecladista Carlos Trilha (que acompanhava a sua principal banda, Legião Urbana, e que tinha participado de sua estreia solo, The Stonewall Celebration Concert) após um show da banda no Metropolitan, no Rio de Janeiro.

### Viagem à Itália
Por sugestão da gravadora EMI-Odeon, Renato viajou à Itália para aprofundar suas pesquisas para o disco. Inicialmente, ele relutou, pois tinha medo de ser confundido com um terrorista devido à sua aparência - com efeito, acabou selecionado aleatoriamente para uma revista no Aeroporto de Milão.
Acabou aceitando quando viu a oportunidade de convidar Gilda Mattoso para acompanhá-lo. Gilda havia sido assessora de imprensa das gravadoras Ariola Discos e PolyGram e em 1989 havia aberto um escritório com o sócio Marcus Vinícius para assessorar artistas como Gilberto Gil, Cazuza, Caetano Veloso, Elba Ramalho, entre outros. Anteriormente, ela havia estudado e trabalhado na Itália, inclusive auxiliando o produtor Franco Fontana a levar artistas brasileiros para o país europeu. Acabou se casando com um deles - Vinicius de Moraes.
Na comuna de Sesto ed Uniti (mais precisamente no município de Sesto  Cremonese), Renato descobriu que seus antepassados eram camponeses, e não nobres como imaginava. Ficou menos incomodado, contudo, ao ser informado que foi naquela região que os violinos Stradivarius foram criados.
A viagem, que consistiu em quatro noites em Milão e outras quatro em Roma, resultou em visitas a músicos italianos e uma grande quantidade de discos locais adquiridos - mais de 200. Ele também aproveitou a jornada para buscar documentos necessários para obter a cidadania italiana para ele e para seu filho que pertenciam a seus bisavós Maria e Piero.
O repertório escolhido, segundo italianos que Renato abordou durante suas pesquisas, não representa a Itália. Por outro lado, nomes como Laura Pausini ganharam fôlego no Brasil após serem revelados pelo disco.

### Gravação
A gravação do álbum foi realizada ao longo de 1995, primeiramente em computador, e depois transferida para fitas magnéticas, pois os arranjos deste disco envolviam mais instrumentos e os canais eram limitados na época.
Os primeiros problemas com a gravação envolveram o baixo: Renato não aprovava o trabalho de Marcos Pessoa. Carlos encontrou a solução em Arthur Maia, que ajeitava as partes desejadas. Bruno Araújo, outro membro de apoio da Legião Urbana, também tocou o instrumento, além do próprio Renato.
Além disso, Carlos lembra que teve de lidar com a imprevisibilidade de Renato, sem nunca conseguir prever se ele ia aprovar ou reprovar algo. O canto se mostrou outro problema: desacostumado com aquele tipo de música (se comparado ao que fazia na Legião Urbana), Renato detestou a primeira gravação, abandonou o estúdio por um tempo e desmarcou sessões. Estava inseguro também por conta do sotaque que ele acreditava ter; para contornar isso, fez aulas particulares do idioma.
Na época de lançamento do disco, contudo, Renato declarou em entrevista à International Magazine que "o estilo de cantar deles [dos italianos] era muito parecido com o meu" e que a temática deles era parecida com a da Legião Urbana, "que é aquela coisa de se falar de ética, canções de amor que têm um fundo social... Sempre aquela coisa do indivíduo confuso com o mundo, tentando resolver as coisas do mundo".
"Passerà" foi uma das primeiras faixas que Renato mostrou a Carlos. Sobre ela, o tecladista comentou:
| “ | (...) é uma música que me deu o maior trabalho. Eu detestei essa música depois, porque ela tem uma harmonia esquisita (...) O caminho mais curto entre dois pontos não é uma reta, mas oito notas. Os italianos têm essa escola de rebuscar a harmonia e ter modulação. No teclado, para preparar um arranjo, quando tem modulação, muda tudo. Deu o maior trabalho. | ” |

Várias outras canções foram gravadas (um total de 21 foram concebidas para o disco), porém, não estavam com seus arranjos prontos e ficaram de fora. Elas foram posteriormente finalizadas e lançadas em O Último Solo, disco solo póstumo de Russo.
A obra chegou às lojas em dezembro de 1995, um mês antes de Renato ter de voltar ao estúdio para iniciar as gravações daqueles que seriam os últimos discos da Legião Urbana.

## Capa e arte
A capa do disco é formada por desenhos de Giuliano Manfredini, filho de Renato Russo (que tinha seis anos na época), em papel texturizado. Elas mostram o Pão de Açúcar, o Estádio do Maracanã, o Coliseu e a Torre de Pisa (grafada como "Torre de Pizza").
O encarte veio em forma de livreto (ideia de Renato), com letras capitulares inspiradas na grafia do século XIX, fotos de antepassados de Renato e imagens que retirou de suas pesquisas. O diretor artístico Egeu disse que aquela foi a primeira vez que um álbum brasileiro saía com um projeto gráfico desses. Só havia uma gráfica no Rio de Janeiro com equipamento para imprimir o encarte daquela forma.

## Recepção
Em uma breve crítica, a Folha de S.Paulo afirmou que o disco "não consegue repetir o lirismo delicado de The Stonewall Celebration Concert" e o define como "brega", dando como possíveis motivos "a língua, os arranjos melosos e a escolha do repertório".

## Lista de faixas
Todas as canções produzidas por Renato Russo e Carlos Trilha.
| N.º            | Título                | Compositor(es)                                            | Duração |  |
| 1.             | "Gente"               | Angelo Valsiglio Cheope Marco Marati                      | 5:30    |  |
| 2.             | "Strani Amori"        | Valsiglio Roberto Buti Cheope Marati                      | 4:10    |  |
| 3.             | "I Venti del Cuore"   | Massimo Bubola Piero Fabrizi                              | 4:40    |  |
| 4.             | "Scrivimi"            | Nino Buonocore                                            | 3:58    |  |
| 5.             | "Dolcissima Maria"    | Franco Mussida Flavio Franco Premoli Mauro Pagani         | 7:58    |  |
| 6.             | "Lettera"             | Valsiglio Giovanni Salvatori Cheope Marati                | 3:36    |  |
| 7.             | "La Solitudine"       | Pietro Cremonesi Valsiglio Federico Cavalli               | 4:10    |  |
| 8.             | "Passerà"             | Aleandro Baldi Bigazzi Falagiani                          | 4:47    |  |
| 9.             | "Come Fa Un'Onda"     | Lulu Santos Nelson Motta Massimiliano de Tomassi (versão) | 3:31    |  |
| 10.            | "La Forza Della Vita" | Paolo Vallesi Dati                                        | 5:17    |  |
| 11.            | "Due"                 | Raf Testa Cheope                                          | 5:06    |  |
| 12.            | "Più o Meno"          | Renato Zero                                               | 3:23    |  |
| 13.            | "La Vita è Adesso"    | Claudio Baglioni                                          | 9:06    |  |
| Duração total: | Duração total:        | Duração total:                                            | 65:12   |  |

Notas
- "Come Fa Un'Onda" contém trecho de "Wave", de Antônio Carlos Jobim.
- "La Vita è Adesso" contém trecho de "Va, pensiero" ("Coro dos Escravos Hebreus"), da ópera Nabucco, de Giuseppe Verdi.

## Créditos
Todo o processo de elaboração de Equilíbrio Distante atribui os seguintes créditos:
Gestão
| - Renato Russo: realização - Carlos Trilha: realização - Mano Produções Artísticas: gerenciamento - Videolar Multimídia Ltda.: manufatura - EMI-Odeon Fonográfica, Industrial e Eletrônica Ltda.: distribuição - EMI: gravadora proprietária dos direitos autorais fonográficos, das imagens, das notas do encarte e dos logos | - Odeon Records: gravadora proprietária dos direitos autorais fonográficos, das imagens, das notas do encarte e dos logos - SIEA/ADDAF: edição (1, 2, 3, 4, 6, 7, 10, 11 e 12) - Arila (BMG Arabella): edição (5) - Ed. L Bigallo (BMG Arabella): edição (8) - Jobim Music: edição (9 - "Wave") - Nelson Candido: edição (9 - "Come Fa Un'Onda") - Cosa Edizione (EMI): edição (13) |

Local de gravação e mixagem
- Discover Studio - Rio de Janeiro, Brasil

Vocais
| - Renato Russo: vocais principais - Betina Graziani: vocais de apoio - Nair de Cândia: vocais de apoio - Jurema de Cândia: vocais de apoio | - Robert Shaw: coro (13) - Renato Cellini: coro (13) - Robert Shaw Chorale: coro (13) |

Instrumentação
| - Renato Russo: violão (1, 5, 6, 7 e 10); baixo (1); teclado (1, 3, 5, 8, 9, 11 e 13); guitarra (3); guitarra 12 cordas (3); flauta (3); pandeiro (13) - Carlos Trilha: teclado (1, 2, 3, 4, 5, 6, 7, 8, 9, 10, 11 e 13); piano (12); rhythm-track (11); - Eduardo Constant: bateria (1, 2, 3, 5, 8, 11 e 13) - Paulo Lourenço: guitarra (1 e 11); violão (1 e 4) | - Arthur Maia: baixo (2, 4, 8, 9, 10 e 11) - Marcos Pessoa: baixo (3) - Ricardo Palmeira: violão (5 e 13) - Bruno Araújo: baixo (5 e 13) - Cláudio Jorge: violão (9) - Pareschi: spalla - José Alves: violino - Vidal: violino - Bernardo Bessler: violino | - Daltro: violino - Perrotta: violino - Jairo: viola - Marie Bessler: viola - Alceu Reis: violoncelo - Marcelo Salles: violoncelo - Denner Campolina: contrabaixo acústico - RCA Victor Orchestra: orquestra (13) |

Produção
| - Renato Russo: produção, arranjos - Carlos Trilha: produção, arranjos, programação (1, 3, 4, 5, 7, 8, 9, 10, 11 e 13) - Jota Moraes: arranjos (12); regência (12) - Guilherme Reis: gravação | - Fábio Henriques: gravação - Edu de Oliveira: mixagem - Ricardo Garcia: masterização - João Augusto: A&R |

Encarte
| - Renato Russo: projeto gráfico - Egeu Laus: projeto gráfico - Fonte tipográfica: letra artística de Florença, século XVI - Giuliano Manfredini: desenhos - Carlo Maratta: ilustração (página 3) - Autor desconhecido: fotografia em Curityba, 1909 (página 4) - Francesco Albani: ilustração (página 12-13) | - Mrs. Jean Irwin Smith: ilustração (página 14) - Autor desconhecido: fotografia em Curityba, 1927 (página 16) - Guido Reni: ilustração, 1631 (página 19) - Rosso Fiorentino: ilustração, c. 1519 (página 21) - Flávio Colker: fotografia (página 26-27) - Marcos Prado: fotografia (Renato Russo, página 22) - Tarcisio Mattos: fotografia (Carlos Trilha, página 22) |

Notas
- O encarte, escrito quase totalmente em italiano, diz que Renato tocou "lauto" na canção "I Venti Del Cuore", mas a palavra não existe em italiano. Presume-se que pode ser flauta ("flauto") ou alaúde ("liuto").</ref> em "I Venti Del Cuore".